# Allan Franklin
Pour les articles homonymes, voir Franklin.
Allan David Franklin (né le 1er août 1938 à Brooklyn) est un physicien, historien des sciences et philosophe des sciences américain.

## Formation et carrière
Franklin obtient en 1959 son baccalauréat de l'université Columbia et en 1965 son doctorat en physique de l'université Cornell.

## Prix et distinctions
En 2016, il reçoit le prix Abraham-Pais d'histoire de la physique.

## Publications (sélection)

### Articles
- What makes a 'good' experiment? In: British Journal for the Philosophy of Science, vol. 32, 1981, pp. 367–374.
- avec C. Howson: Why Do Scientists Prefer to Vary Their Experiments? In: Studies in History and Philosophy of Science, vol. 15, 1984, pp. 51–62.
- avec M. Andeerson, D. Brock, et al.: Can a theory-laden observation test the theory? In: British Journal for the Philosophy of Science, vol. 40, 1989, pp. 229–231. DOI 10.1093/bjps/40.2.229
- Discovery, Pursuit, and Justification. In: Perspectives on Science, vol. 1, 1993, pp. 252–284.
- How to Avoid the Experimenters’ Regress. In: Studies in the History and Philosophy of Science, vol. 25, 1994, pp. 97–121.
- Laws and Experiment. In F. Weiner (ed.): Laws of Nature. Walter de Gruyter, 1995, pp. 191–207.
- Calibration. In: Perspectives on Science, vol. 5, 1997, pp. 31–80.
- Millikan´s Oil Drop Experiments. In: The Chemical Educator, vol. 2, no. 1, 1997. DOI 10.1007/s00897970102a
- Doing much about nothing. In: Archive for History of Exact Sciences, vol. 58, 2004, pp. 323–379 (sur des expériences dont les résultats sont nuls, comme l'expérience de Michelson et Morley).
- Discovery and Acceptance of CP Violation. In: Historical Studies in the Physical Sciences, vol. 13, 1983, pp. 207–238 DOI 10.2307/27757515
- The appearance and disappearance of the 17-keV neutrino. In: Review of Modern Physics, vol. 67, 1995, pp. 457–490. DOI 10.1103/RevModPhys.67.457
- The resolution of discordant results. In: Perspectives on Science, vol. 3, 1995, pp. 346–420.

### Livres
- The Neglect of Experiment. Cambridge University Press, 1986 (discusses experiments on CP violation and Millikan's oil drop experiments, which Franklink defends against Gerald Holton's  criticism).
- Experiment. Right or wrong. Cambridge University Press, 1990.
- The Rise and Fall of the Fifth Force: Discovery, Pursuit, and Justification in Modern Physics. American Institute of Physics, 1993.
- Are There Really Neutrinos? An Evidential History. Perseus Books, 2000.
- Selectivity and Discord: two problems of experiments. University of Pittsburgh Press, 2002.
- Shifting Standards: Experiments in Particle Physics in the Twentieth Century. University of Pittsburgh Press, 2013[4] Allan Franklin, 2014 edition, 20 décembre 2013 (ISBN 9780822979197, lire en ligne)
- What Makes a Good Experiment? Reasons and Role in Science. University of Pittsburgh Press, 2015.
- Experiment in Physics. In: Stanford Encyclopedia of Philosophy, 1998, revised 2015 (online).
- (dir avec Jed Z. Buchwald): Wrong for the right reasons. (= Archimedes. vol. 11). Springer, 2005 (containing Franklin's article The Konopinski-Uhlenbeck theory of beta decay: its proposal and refutation).
- Can that be right? Essays on experiment, evidence and science (Boston studies in the philosophy of science). Springer, 1999 (collection of essays by Franklin).
- avec A. W. F. Edwards et al.: Ending the Mendel-Fisher controversy. Pittsburgh University Press, 2008.